# Pallamano ai Giochi della XXII Olimpiade - Torneo femminile

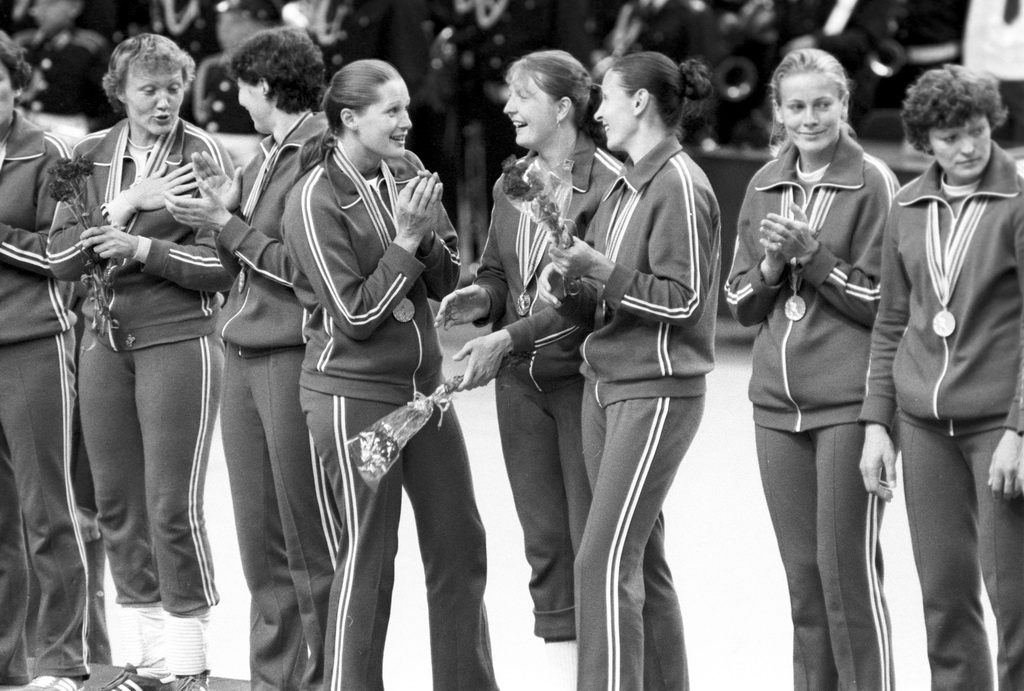
Giocatrici della nazionale sovietica alla cerimonia di premiazione.

Il torneo femminile di pallamano ai Giochi della XXII Olimpiade si è svolto dal 21 al 29 luglio 1980 ed è stato ospitato da due impianti: la Sokol'niki Arena e il Palazzo dello sport Dinamo, entrambi situati a Mosca.
La medaglia d'oro è stata vinta per la seconda edizione consecutiva dall'Unione Sovietica, che si è classificata al primo posto nel girone unico, col quale è stato organizzato il torneo. La medaglia d'argento è andata alla Jugoslavia, seconda classificata grazie a una migliore differenza reti, e la medaglia di bronzo alla Germania Est, terza classificata.
Alle migliori cinque del campionato mondiale 1978, inclusa l'Unione Sovietica qualificata come rappresentativa del Paese ospitante, si aggiunse la nazionale del Congo-Brazzaville, ammessa al torneo olimpico come seconda classificata al torneo di qualificazione, dopo che la Corea del Sud, vincitrice delle qualificazioni, aveva rinunciato alla partecipazione prendendo parte al boicottaggio dei Giochi olimpici. La nazionale congolese perse tutte e cinque le partite, realizzando in media 9,2 punti e subendo una delle più larghe sconfitte nella storia della pallamano ai tornei femminili olimpici, perdendo per 39-9 dalla Jugoslavia.
Anche in questa edizione l'ultima giornata del torneo fu decisiva per l'assegnazione delle tre medaglie con la vittoria dell'Unione Sovietica sulle campionesse mondiali in carica della Germania Est per 18-13, con quest'ultime che conclusero al terzo posto per una peggiore differenza reti rispetto alla Jugoslavia vittoriosa con 30 punti di scarto sulla compagine congolese.

## Formato
Le sei squadre partecipanti sono state inserite in un girone unico e ciascuna squadra affronta tutte le altre, per un totale di cinque giornate. La classifica finale del girone corrisponde con la classifica finale del torneo e le medaglie sono assegnate alle prime tre.

## Squadre partecipanti
|                          | Data                           | Sede              | Posti | Qualificate                                     |
| ------------------------ | ------------------------------ | ----------------- | ----- | ----------------------------------------------- |
| Paese organizzatore      |                                |                   | 1     | Unione Sovietica                                |
| Campionato mondiale 1978 | 30 novembre - 10 dicembre 1978 | Cecoslovacchia    | 4     | Germania Est Ungheria Cecoslovacchia Jugoslavia |
| Torneo di qualificazione | 15-20 marzo 1980               | Congo-Brazzaville | 1     | Congo-Brazzaville                               |
| Totale                   |                                |                   | 6     |                                                 |

## Girone unico

### Classifica
| Pos.    | Squadra           | Pt | G | V | N | P | GF  | GS  | DR   |
| ------- | ----------------- | -- | - | - | - | - | --- | --- | ---- |
| Oro     | Unione Sovietica  | 10 | 5 | 5 | 0 | 0 | 99  | 52  | +47  |
| Argento | Jugoslavia        | 7  | 5 | 2 | 1 | 2 | 107 | 67  | +40  |
| Bronzo  | Germania Est      | 7  | 5 | 2 | 1 | 2 | 91  | 58  | +33  |
| 4.      | Ungheria          | 3  | 5 | 1 | 1 | 3 | 80  | 74  | +6   |
| 5.      | Cecoslovacchia    | 3  | 5 | 1 | 1 | 3 | 65  | 78  | -13  |
| 6.      | Congo-Brazzaville | 0  | 5 | 0 | 0 | 5 | 46  | 159 | -113 |

### Risultati
| Mosca 21 luglio 1980, ore 17:00 | Unione Sovietica | 30 – 11 (17-4) | Congo-Brazzaville | Palazzo dello sport Dinamo |

| Mosca 21 luglio 1980, ore 18:30 | Germania Est | 16 – 10 | Cecoslovacchia | Palazzo dello sport Dinamo |

| Mosca 21 luglio 1980, ore 20:00 | Jugoslavia | 19 – 10 (8-4) | Ungheria | Palazzo dello sport Dinamo |

| Mosca 23 luglio 1980, ore 17:00 | Unione Sovietica | 17 – 7 | Cecoslovacchia | Sokol'niki Arena |

| Mosca 23 luglio 1980, ore 18:30 | Ungheria | 39 – 10 (19-6) | Congo-Brazzaville | Palazzo dello sport Dinamo |

| Mosca 23 luglio 1980, ore 20:00 | Jugoslavia | 15 – 15 (6-8) | Germania Est | Palazzo dello sport Dinamo |

| Mosca 25 luglio 1980, ore 17:00 | Unione Sovietica | 16 – 12 (9-5) | Ungheria | Sokol'niki Arena |

| Mosca 25 luglio 1980, ore 18:30 | Germania Est | 28 – 6 (15-4) | Congo-Brazzaville | Palazzo dello sport Dinamo |

| Mosca 25 luglio 1980, ore 20:00 | Jugoslavia | 25 – 15 (13-7) | Cecoslovacchia | Palazzo dello sport Dinamo |

| Mosca 27 luglio 1980, ore 17:00 | Unione Sovietica | 18 – 9 (10-4) | Jugoslavia | Sokol'niki Arena |

| Mosca 27 luglio 1980, ore 18:30 | Cecoslovacchia | 23 – 10 (9-3) | Congo-Brazzaville | Palazzo dello sport Dinamo |

| Mosca 27 luglio 1980, ore 20:00 | Germania Est | 19 – 9 (9-3) | Ungheria | Palazzo dello sport Dinamo |

| Mosca 29 luglio 1980, ore 13:00 | Jugoslavia | 39 – 9 (16-5) | Congo-Brazzaville | Sokol'niki Arena |

| Mosca 29 luglio 1980, ore 14:30 | Ungheria | 10 – 10 (3-6) | Cecoslovacchia | Sokol'niki Arena |

| Mosca 29 luglio 1980, ore 18:30 | Unione Sovietica | 18 – 13 (7-6) | Germania Est | Sokol'niki Arena |

## Statistiche

### Classifica marcatrici

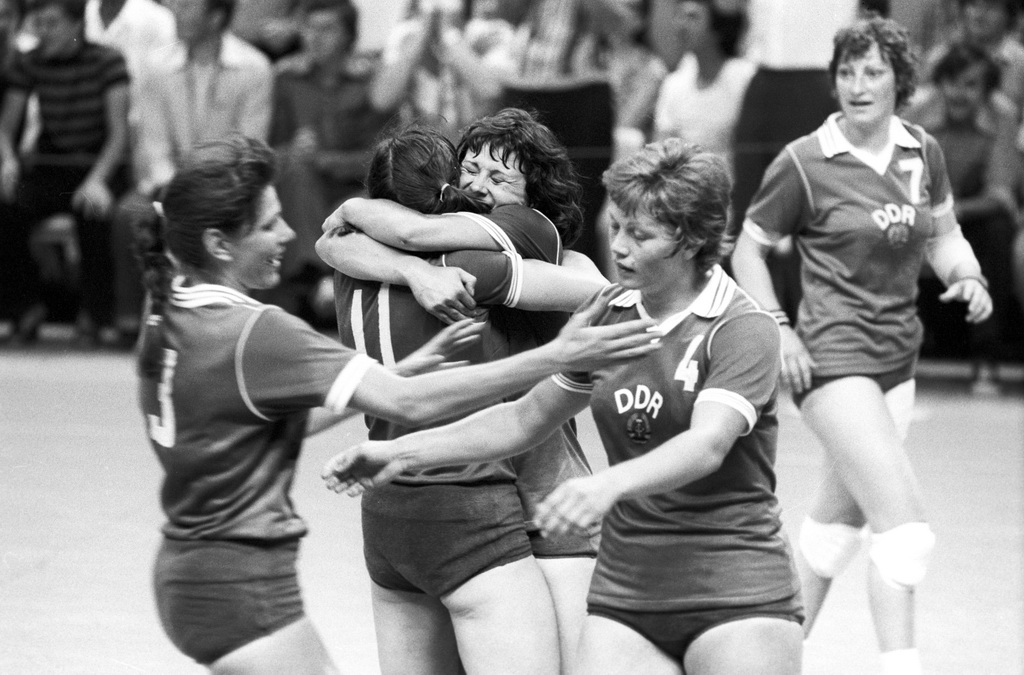
Giocatrici della Germania Est al termine del vittorioso esordio contro la Cecoslovacchia.

Fonte: report ufficiale.
| Pos. | Nome                 | Nazionale        | Reti |
| ---- | -------------------- | ---------------- | ---- |
| 1    | Biserka Višnjić      | Jugoslavia       | 32   |
| 2    | Svetlana Dašić-Kitić | Jugoslavia       | 29   |
| 3    | Tat'jana Kočergina   | Unione Sovietica | 28   |
| 4    | Marianna Nagy        | Ungheria         | 26   |
| 5    | Jana Kuťková         | Cecoslovacchia   | 22   |
| 6    | Ol'ga Zubareva       | Unione Sovietica | 21   |